# أليس تان ريدلي
أليس تان ريدلي (بالإنجليزية: Alice Tan Ridley)‏ هي مغنية وفنانة شارع أمريكية، ولدت في 21 ديسمبر 1952 في جورجيا في الولايات المتحدة.

## وصلات خارجية
- الموقع الرسمي
- أليس تان ريدلي على موقع IMDb (الإنجليزية)
- أليس تان ريدلي على موقع ميوزك برينز (الإنجليزية)
- أليس تان ريدلي على موقع ميوزك برينز (الإنجليزية)